# Кутоншур
Кутоншур — деревня в Якшур-Бодьинском районе Удмуртской республики Российской Федерации.

## География
Деревня находится в центральной части республики, в зоне хвойно-широколиственных лесов, на расстоянии приблизительно 16 км на восток по прямой от районного центра села Якшур-Бодья.

### Климат
Климат характеризуется как умеренно континентальный, с продолжительной холодной многоснежной зимой и относительно коротким тёплым летом. Среднегодовая многолетняя температура воздуха составляет 2,4 °С Средняя температура воздуха самого тёплого месяца (июля) — 18 °C (абсолютный максимум — 36,6 °C); самого холодного (января) — −15 °C (абсолютный минимум — −47,5 °C). Среднегодовое количество атмосферных осадков составляет 532 мм, из которых большая часть выпадает в тёплый период.

## История
Основана в 1769 году переселенцами-удмуртами из деревни Гож-Мувыр. В 1873 году отмечалась как починок Кутоншур (Урсо) с 10 дворами. В 1893 году учтено 20 дворов, в 1905 — 27, в 1924 — 41.
До 2021 года входила в состав Мукшинского сельского поселения.

## Население
| 2010 | 2012 |
| ---- | ---- |
| 20   | ↘19  |

### Историческая численность населения
Постоянное население составляло 88 человек (1873 год), 180(1893), 225 (1905), 280 (1924)
, 34 человека в 2002 году (удмурты 97 %), 19 в 2012.

## Известные уроженцы, жители
- Загребин, Егор Егорович (1937—2015) — советский и российский писатель, прозаик, драматург, публицист, заслуженный работник культуры Российской Федерации.

## Инфраструктура
Личное подсобное хозяйство с зоной сельскохозяйственного использования, индивидуальная застройка усадебного типа.

## Транспорт
Просёлочные дороги.